# Il était une fois... les Découvreurs
Il était une fois... les Découvreurs (em português:  Era Uma Vez... os Inventores) é uma Série de desenho animado Francesa de 1994. Dirigida por Albert Barillé.

## Enredo
A medição, esta série mostra para as crianças, as histórias das grandes descobertas e seus inventores, que fizeram o mundo de hoje.

## Episódios
1. Os Chineses, nossos Ancestrais
2. Arquimedes e os Gregos
3. Heron de Alexandria
4. A Medição de Tempo
5. Infante Dom Henrique de Avis e a Cartografia
6. Gutenberg e a Impressão
7. Leonardo da Vinci, e a Renascença
8. Os Médicos e a Medicina (Paracelsus, Andreas Vesalius, Ambroise Paré, etc.)
9. Galileu Galilei e a Física
10. Isaac Newton e o Método Científico
11. Buffon e a Descoberta do nosso Passado
12. Antoine Lavoisier e a Química
13. George Stephenson, e a Máquina a Vapor
14. Michael Faraday e a Eletricidade
15. Charles Darwin e a Evolução
16. Gregor Mendel e as Ervilhas
17. Louis Pasteur e os Micro-organismos
18. Thomas Edison e a Ciência Aplicada
19. Guglielmo Marconi e as Ondas
20. Henry Ford e o Automóvel
21. A Aviação
22. Marie Curie e a Radição
23. Albert Einstein e a Física Moderna
24. Konrad Lorenz e os Gansos
25. Neil Armstrong, a Lua e o Espaço
26. O Amanhã